# Zatoka Edwarda VIII
Zatoka Edwarda VIII (ang. Edward VIII Bay, Edward VIII Gulf) – zatoka Oceanu Południowego, położona wzdłuż wybrzeży Ziemi Kempa. Została odkryta w 1936 roku przez ekspedycję statku RRS William Scoresby i nazwana na cześć króla Edwarda VIII.